# Prepona megacles
Prepona megacles är en fjärilsart som beskrevs av Hans Fruhstorfer 1916. Prepona megacles ingår i släktet Prepona och familjen praktfjärilar. Inga underarter finns listade i Catalogue of Life.